# Amblychaeturichthys
Az Amblychaeturichthys a csontos halak (Osteichthyes) főosztályának a sugarasúszójú halak (Actinopterygii) osztályába, ezen belül a sügéralakúak (Perciformes) rendjébe, a gébfélék (Gobiidae) családjába és a Gobionellinae alcsaládjába tartozó nem.

## Rendszerezés
A nembe az alábbi 2 faj tartozik:
- Amblychaeturichthys hexanema (Bleeker, 1853)
- Amblychaeturichthys sciistius (Jordan & Snyder, 1901)